# Jane Mitchel
Pour les articles homonymes, voir Mitchel.
Jane "Jenny" Mitchel, née vers 1820 et morte le 31 décembre 1899, est une nationaliste irlandaise,,.

## Biographie
Jane Mitchel est née Jane Verner vers 1820 près de Newry, dans le comté de Down. À cette époque, elle, son frère et sa mère vivent avec le capitaine James Verner (1777-1847). James Verner est un membre influent de la famille Armagh qui est impliqué dans l'Ordre d'Orange et devient grand maître adjoint d’Orange en 1824. Bien que James Verner élève Jane Mitchel, elle n'est probablement pas sa fille. Mitchel fréquente l'école pour jeunes filles de Miss Bryden à Newry. Elle rencontre son mari, John Mitchel, à l'âge de 15 ans. Le couple s'enfuit en novembre 1836, mais ne se marie pas car James Verner les rattrape à Chester et la ramène à la maison en Irlande. Ils s'échappent à nouveau en 1837 et se marient le 3 février à l'église de Drumcree dans le comté d'Armagh. Jane Mitchel est alors désavouée par James Verner et va vivre avec ses beaux-parents à Dromalane dans le comté de Down. Ils déménagent ensuite à Banbridge en 1839, où son mari exerce le droit. Le couple a six enfants, trois filles et trois fils,,.
Le couple s'installe à Dublin en octobre 1845, lorsque John Mitchel devient rédacteur en chef adjoint de The Nation. Ils vivent au 8 Ontario Terrasse à Rathmines, où ont lieu des rencontres des Jeunes Irelanders. Elle soutient le nationalisme de son mari. Elle l'aide dans son travail avec The Nation, lisant d'autres journaux, conservant et enrichissant des dossiers de coupures de presses. Elle devient éditrice et contributrice anonyme du United Irishman (en) à partir de février 1848. John Mitchel est reconnu coupable de trahison pour incitation à l'insurrection en mai 1848 ; il est condamné à quatorze ans d'exil. Jane Mitchel exhorte ses compagnons des Jeunes Irelanders pour lutter contre son éviction et les dénonce quand ils n'arrivent pas lui venir en aide. En raison de sa position dans la communauté nationaliste, elle collecte 1450 £ pour soutenir sa famille. Pendant trois ans, Mitchel vit à Newry et Dublin, avant de rejoindre son mari à Van Diemen's Land , en juin 1851, où ils s'installent dans le village de Bothwell. Leur plus jeune enfant, Isabel, y nait en 1853.
Mitchel voyage autour de l'île avec son mari, rendant visite à des compagnons Irlandais en exil, William Smith O'Brien en particulier. Lorsque John Mitchel s'échappe en juillet 1853, elle voyagé avec ses enfants le rejoindre à Sydney, d'où ils embarquent pour l'Amérique. Ils vivent un certain temps à Brooklyn, New York de 1853 à 1855, ravivant des amitiés avec de vieux amis qui étaient des compagnons de Jeune Irlande eux aussi exilés. En mai 1855, la famille déménage pour une ferme isolée à Tucaleechee Cove des monts Allegheny dans le Tennessee. Mitchel craint que l'isolement et de la vie dans une cabane sommaire soit préjudiciable à l'éducation de leurs enfants, et à sa demande, la famille déménage à Knoxville dans le Tennessee en septembre 1856. De là, John Mitchel dirige un journal pro-esclavage, le Southern Citizen. La famille déménage de nouveau en décembre 1858 à Washington, DC. Jane partage le soutien de son mari pour les états du Sud et l'esclavage,.
Mitchel accompagne son mari à Paris en septembre 1860, et contrairement à certains membres de la famille, elle soutient la conversion de sa fille Henrietta au catholicisme et son entrée dans un couvent. Elle réside à Paris et en Irlande, avec ses filles, tandis que son mari et ses fils aident la Confédération pendant la Guerre de Sécession. Sans prévenir son mari, elle décide de retourner en Amérique quand elle apprend que son plus jeune fils, William, est mort à Gettysburg en juillet 1863. Elle voyage avec ses filles, Mary et Isabel, Henrietta étant morte plus tôt la même année. Alors que leur navire rencontre un blocus de l'Union, le navire est bombardé, naufragé et prend feu près de la côte de la Caroline du Nord. Jane et ses filles sont saines et sauves, mais elles perdent tous leurs biens. En décembre 1863, Jane rejoint son mari à Richmond, en Virginie, et y reste jusqu'à la fin de la Guerre. Leur fils aîné, John, est tué au combat en juillet 1864.
La famille retourne à New York après la guerre. John Mitchel met en place un autre journal, l'Irish Citizen (1867-72). A cause du manque de financement pour la presse irlando-américaine et de la maladie de son mari , la famille tombe dans la pauvreté. Cela est atténué par un témoignage de William et John Dillon en 1873. Jane devient veuve en mars 1875 et reçoit 30 000 $ de la part de sympathisants nationalistes. Elle investit cet argent dans un cabinet de photolithographie qu'elle tient avec son fils, James.
Elle meurt à la maison de Bedford Park, New York, le 31 décembre 1899. Elle est enterrée dans le cimetière de Woodlawn à New York. Deux de ses enfants lui survivent, James (1840-1908) et Mary (1846-1910),.